# La casa (Sergio Endrigo)
La casa è una canzone composta da Vinícius de Moraes con il testo italiano di Sergio Bardotti, interpretata da Sergio Endrigo e pubblicata nell'album La vita, amico, è l'arte dell'incontro realizzato con de Moraes e con il poeta italiano Giuseppe Ungaretti nel 1969 con gli arrangiamenti di Luis Bacalov.
La canzone fu pubblicata lo stesso anno come singolo.

## Storia
Il testo è una filastrocca e fa parte di una raccolta di poesie che Vinícius de Moraes aveva scritto per i suoi nipotini e che era stata poi pubblicata nel 1970 con il titolo di A arca ("L'arca"). La raccolta di poesie e canzoni erano state scritte da Vinicius de Moraes, in collaborazione con autori italiani, direttamente nella nostra lingua; i testi in portoghese furono pubblicati da Vinicio nel 1970, in un libro di poesie per bambini con il titolo L'arca di Noè.
Il lato B del singolo, La marcia dei fiori, è una canzone composta da Vinicius de Moraes e Bardotti sul tema della cantata Herz und Mund und Tat und Leben (Bach-Werke-Verzeichnis|BWV 147) di Johann Sebastian Bach e registrata anch'essa durante le session dell'album di Endrigo con Ungaretti e con il poeta brasiliano. Fu inclusa nella riedizione su CD di La vita, amico, è l'arte dell'incontro.

## Discografia
- 1969 – Sergio Endrigo, La casa / La marcia dei fiori, 45gg, Fonit Cetra SP 1417
- 1969 – Vinícius de Moraes, Giuseppe Ungaretti, Sergio Endrigo, La vita, amico, è l'arte dell'incontro, LP, Fonit Cetra LPB 35037
- 1980 – AA.VV., A Arca de Noé, LP, Ariola 201.612, interpretata dai Boca Livre nella versione in portoghese A casa
- 2002 – AA.VV., Canzoni per te - Dedicato a Sergio Endrigo, CD, I Dischi Del Club Tenco ddct128553870-2, interpretata da Sergio Bardotti